# 아이리스 (록맨 X)
아이리스(Iris, アイリス)는 록맨 X에 등장하는 등장인물으로, 록맨 X4에 나오는 히로인.

## 소개
록맨 X4에서 등장하는 캐릭터로, 제로를 도와주는 레프리로이드. 성우는 미즈타니 유코. 커넬과 남매사이로 커넬의 여동생.

## 스토리
프롤로그 스테이지에서 첫 등장하여 제로에게 구조를 받는다. 보스를 클리어 한 뒤 돌아와서 제로를 서포트 해준다. 보스 4명을 클리어 한 뒤 제로는 커넬과 싸우려는 순간. 아이리스가 등장하여 싸우지 말라고 호소하면서 싸움은 중지된다. 오빠인 커넬이 제로의 손에 죽자, 절망하여 시그마에게 자신의 영혼을 팔아 파이널 웨폰 스테이지1번째의 보스로 등장한다. 일반적으로 보스를 공격하면, 데미지를 입지 않고 작은 로봇들을 소환시킨다. 데미지를 주는 방법은 시간이 지나 보스 안에서 나온 보라색의 수정을 공격해야 데미지를 줄 수 있다. 결국 패배 뒤 제로에게 안기며 죽고 제로는 슬프게 절규한다.